# Lotte (Westfalen)
Lotte (plattdeutsch Luote) ist eine Gemeinde in der westfälischen Region Tecklenburger Land (Kreis Steinfurt). In ihrer heutigen Ausdehnung entstand die Gemeinde am 1. Januar 1975 aus dem Amt Lotte, dem die bis dahin selbstständigen Gemeinden Lotte und Wersen angehörten. Überregional ist die Gemeinde vor allem durch das Autobahnkreuz Lotte/Osnabrück und den ehemaligen Fußballdrittligisten Sportfreunde Lotte bekannt. Durch die direkte Grenzlage zur niedersächsischen Großstadt Osnabrück zählt die Gemeinde zu deren Ballungsraum.

## Geografie

### Geografische Lage
Lotte liegt ganz im Norden des Landes Nordrhein-Westfalen.

### Gemeindegliederung
Das Gebiet der Gemeinde Lotte umfasst insgesamt vier Ortsteile:
- Lotte (Alt-Lotte)
- Büren
- Halen
- Wersen

### Nachbargemeinden
Das Gemeindegebiet wird insgesamt von sechs Städten und Gemeinden umgeben. Im Süden und Westen grenzt Lotte an die Tecklenburger Landgemeinden Westerkappeln und Tecklenburg an. Im Norden und Osten grenzt das niedersächsische Osnabrücker Land an. Dabei handelt es sich um die Städte Osnabrück und Bramsche sowie die Gemeinden Wallenhorst und Hasbergen.
|                    | Bramsche 15 km                              | Wallenhorst 11 km |
| Westerkappeln 5 km | Kompassrose, die auf Nachbargemeinden zeigt | Osnabrück 9 km    |
|                    | Tecklenburg 9 km                            | Hasbergen 7 km    |

## Geschichte

### Vorzeit
Auf dem Gebiet der Gemeinde Lotte befinden sich drei Grabanlagen der jungsteinzeitlichen Trichterbecherkultur, siehe Großsteingräber bei Wersen.

### Mittelalter bis 1400

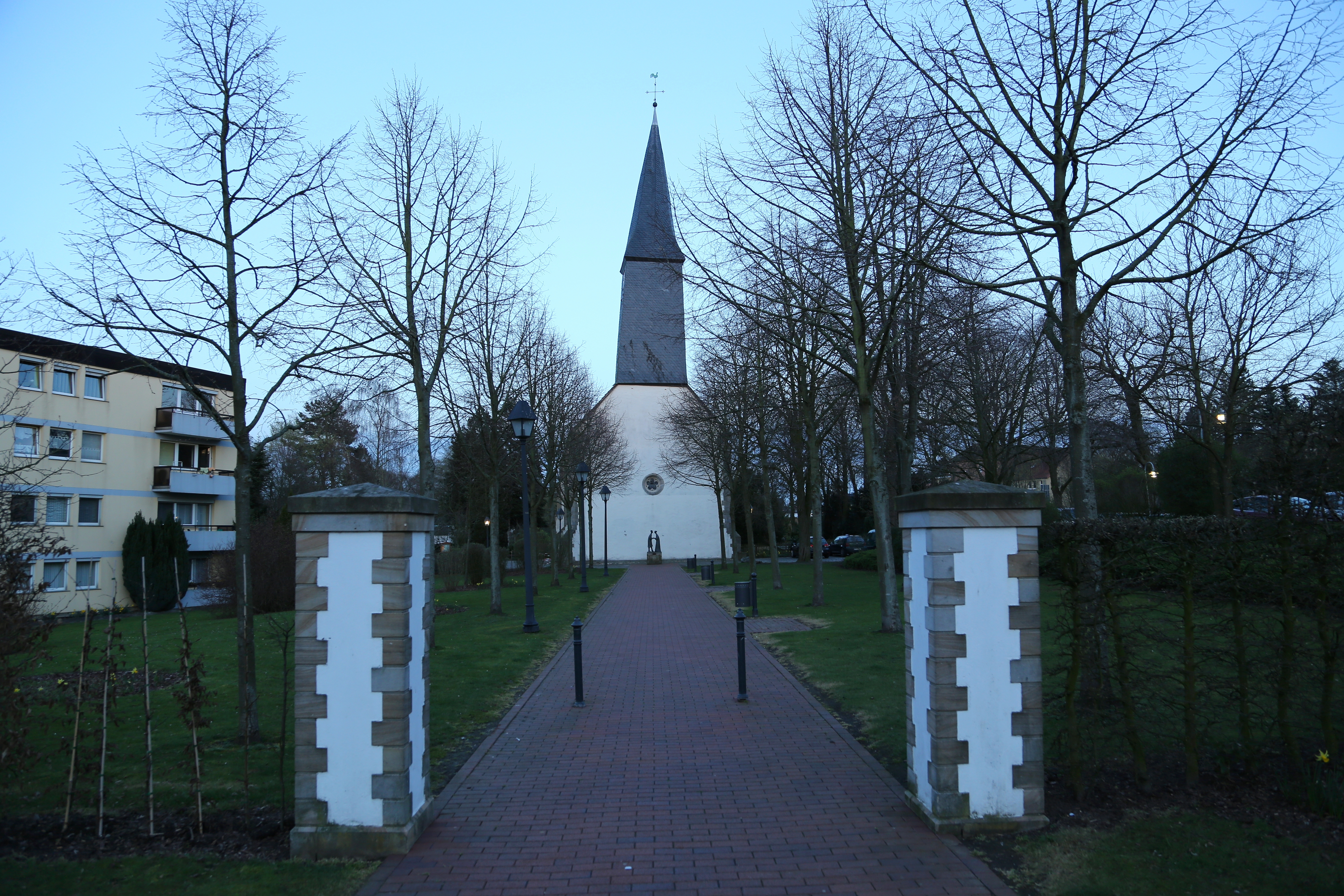
Evangelische Kirche in Alt-Lotte

Die Geschichte der Ortschaft Lotte (heute Alt-Lotte) und der Bauerschaft Osterberg ist eng verknüpft, dennoch sind beide Ortschaften nicht gemeinsam entstanden. Lotte gehörte einst zur Kirchengemeinde St. Marien in Osnabrück und Osterberg zum heutigen Tecklenburger Ortsteil Leeden.
Osterberg wurde bereits 1251 erstmals urkundlich erwähnt. In dieser Urkunde schenkte der Ritter Hermann Hake dem Hof Osterberg den von ihm gestifteten Katharinenaltar zu Iburg. Lotte trat erstmals 1272 urkundlich in Erscheinung, als dem Kloster Gertrudenberg ein Besitz in villa Lothe dicta ac in Dhuthe (im Dorf Lotte und in Düte) von Bischof Konrad von Osnabrück übertragen wurde. Am 26. Februar 1312 gründete Graf Otto III. von Tecklenburg das Kirchspiel Lotte. Bereits am 4. Dezember 1315 konnte die neue Kirche in Lotte geweiht werden. Damit endete der sonntägliche Gang der Lotter zu St. Marien in Osnabrück, an den heute noch der Straßenname Lotter Kirchweg erinnert.

### 1400 bis 1600
Im Jahre 1410 fand ein Verkauf des Gutes Osterberg zur Errichtung eines Männerklosters der Fraterherren statt. Die kleine Klostergemeinschaft war offenbar nicht auf Dauer lebensfähig. 1427 übergaben die Fraterherren das Kloster Osterberg an das Generalkapitel der Kreuzherren, welches das Kloster mit Chorherren aus Köln besetzte. Über 200 Jahre stellte das Kloster eine wichtige Institution für die Gemeinde dar. Zu großen Auseinandersetzungen zwischen dem Kloster und dem Grafen Konrad von Tecklenburg kam es, als dieser zum evangelischen Glauben übertrat. Bis 1538 versuchten die Chorherren sich dem Willen des Grafen zu widersetzen. Dies gipfelte aber in der Vertreibung der Kreuzherren und der Aneignung der Klostergüter durch den Grafen. Erst 1552 gewannen die Kreuzherren langandauernde Rechtsstreitigkeiten um das Kloster und kehrten nach dem Tod von Graf Konrad 1557 zurück. 1574 kam es zur Einführung der Reformation in Lotte und 1580 wird die erste Schule in Lotte errichtet.

### 1600 bis 1900

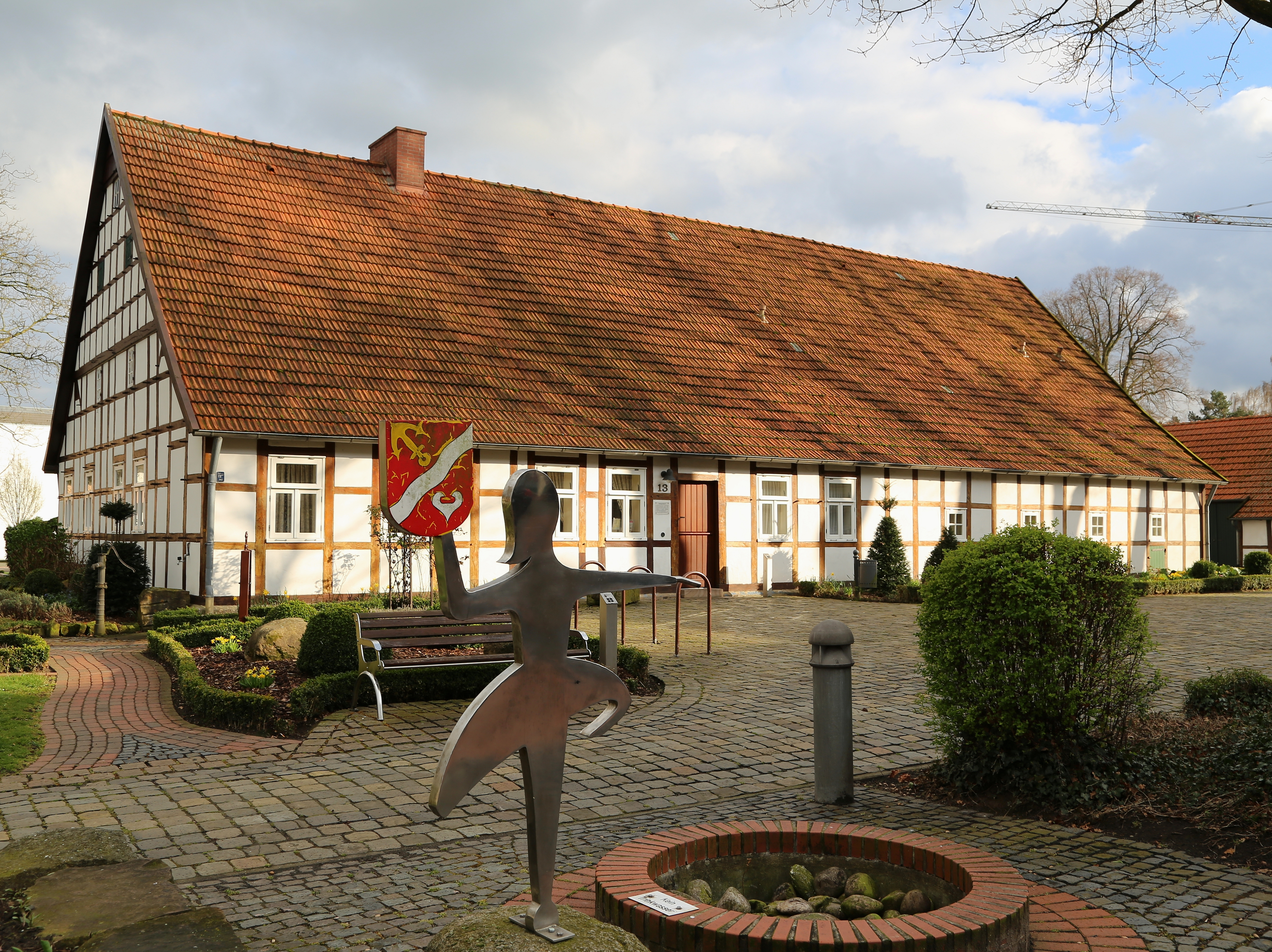
Flotte Lotte vor dem Haus Hehwerth in Alt-Lotte

Im Jahre 1618 bemächtigte sich Graf Adolf von Tecklenburg des Klosters Osterberg und stellte es unter weltliche Verwaltung. Am 6. März 1629 verfügte Kaiser Ferdinand mit dem Restitutionsedikt die Rückgabe aller eingezogenen Güter und Stifte an die Katholiken. Im Dreißigjährigen Krieg besetzten 1633 schwedische Truppen das Kloster, woraufhin die Chorherren es endgültig verließen.
Die Gründung des gräflichen Schützenvereins Lotte datiert auf das Jahr 1659. Aus dieser Zeit sind bis heute ein Schild mit der Inschrift Lotte Anno 1659 und ein silberner Vogel an der Lotter Schützenkette erhalten geblieben. Mit dem Verkauf der Grafschaft Tecklenburg 1707 gelangte Lotte in preußischen Besitz.
Am 18. November 1810 wurde die erste Bürgermeisterei in Lotte eingerichtet. 1832 und 1850 kam es zu einer Auswanderungswelle im Tecklenburger Land. Aus Lotte wanderten zu dieser Zeit 147 Personen teils in die Niederlande, aber überwiegend nach Nordamerika aus. Am 6. Dezember 1844 kam es zur Einrichtung des Amtes Lotte, in dem die Gemeinden Lotte und Wersen zusammengefasst waren.

### 1900 bis heute
Zwischen 1910 und 1911 entstand die neue Schule an der Osnabrücker Straße. Mit der Gebietsreform am 1. Januar 1975 bildeten fortan Lotte und Wersen die Einheitsgemeinde Lotte. Der Siedlungsschwerpunkt konzentrierte sich fortan im Bereich Wersen/Büren, aufgrund der besseren Lage zu Osnabrück. Dieses hatte die Verlagerung der Gemeindeverwaltung von Lotte nach Wersen zur Folge. Zur heutigen Gemeinde Lotte zählen die Ortsteile Alt-Lotte, Büren, Halen, Osterberg und Wersen, die einen Ortscharakter haben bzw. als geschlossene Ortschaft ausgezeichnet sind. Die Gemeinde Lotte ist nach wie vor sehr stark mit der Stadt Osnabrück verbunden und kann als Osnabrücker Vorort angesehen werden.

### Einwohnerentwicklung

#### Gemeinde Lotte
Einwohnerentwicklung der Gemeinde Lotte:
| Datum             | Einwohnerzahl |
| ----------------- | ------------- |
| 31. Dezember 1985 | 10.307        |
| 31. Dezember 1990 | 10.593        |
| 31. Dezember 1995 | 11.594        |
| 31. Dezember 2000 | 12.974        |
| 31. Dezember 2005 | 13.677        |
| 31. Dezember 2010 | 13.912        |
| 31. Dezember 2015 | 14.175        |
| 31. Dezember 2017 | 14.121        |

## Politik

### Gemeinderat
Die Tabelle zeigt die Stimmenanteile und Sitzverteilungen nach den Kommunalwahlen seit 2009.
| Partei          | 2020    | 2020    | 2014   | 2014   | 2009   | 2009   |
| Partei          | %       | Sitze   | %      | Sitze  | %      | Sitze  |
| --------------- | ------- | ------- | ------ | ------ | ------ | ------ |
| SPD             | 45,24   | 12      | 44,0   | 11     | 42,5   | 11     |
| CDU             | 35,90   | 9**)    | 35,5   | 9      | 32,4   | 9*)    |
| Grüne           | 18,86   | 5       | 13,6   | 4      | 12,6   | 3      |
| FDP             | −       | −       | 6,9    | 2      | 12,6   | 3      |
| Wahlbeteiligung | 47,80 % | 47,80 % | 47,1 % | 47,1 % | 44,0 % | 44,0 % |

*) Durch den späteren Parteiaustritt eines Fraktionsmitgliedes verfügte die CDU-Fraktion über einen Sitz weniger, als ihr nach dem Wahlergebnis zustanden.
**) Durch den späteren Parteiaustritt eines Fraktionsmitgliedes im Frühjahr 2021 verfügt die CDU-Fraktion über einen Sitz weniger, als ihr nach dem Wahlergebnis zusteht.

#### Bürgermeister
Bürgermeister der Gemeinde Lotte ist seit 2023 Philip Middelberg (SPD). Er wurde bei der Bürgermeisterwahl 2023 mit absoluter Mehrheit von 65,34 % im ersten Wahlgang direkt gewählt.

### Wappen
| Wappen von Lotte | Blasonierung: „In Rot ein silberner schräglinker Wellenbalken, oben ein gestürzter goldener Anker, unten ein silbernes Seerosenblatt.“ |
| Wappen von Lotte | Wappenbegründung: In diesem Wappen finden die Wappen der ehemaligen Gemeinden Lotte und Wersen ihren Niederschlag. Der diagonal verlaufende Wellenbalken weist auf die Düte hin. Der gestürzte Anker stammt aus dem Wappen des Vogts des Landesherrn (Geschlecht von Harde), der im 16. Jahrhundert in Lotte gewohnt hat. Das Seerosenblatt versinnbildlicht die Zugehörigkeit zum Tecklenburger Land. |

Wappen bis 1975
Lotte
Wersen

### Gemeindepartnerschaft
Es besteht seit dem Jahre 1991 eine Partnerschaft mit dem französischen Lys-lez-Lannoy. Dies ist eine Nachbargemeinde der Stadt Roubaix im Norden Frankreichs. Momentan besuchen sich vor allem Vereinsvertreter aus beiden Kommunen (besonders die Mitglieder des Kunstkreises, die Motorradfreunde und Vertreter der Sportvereine) sowie Gemeindevertreter im jährlichen Wechsel.

## Evangelische Kirche Lotte

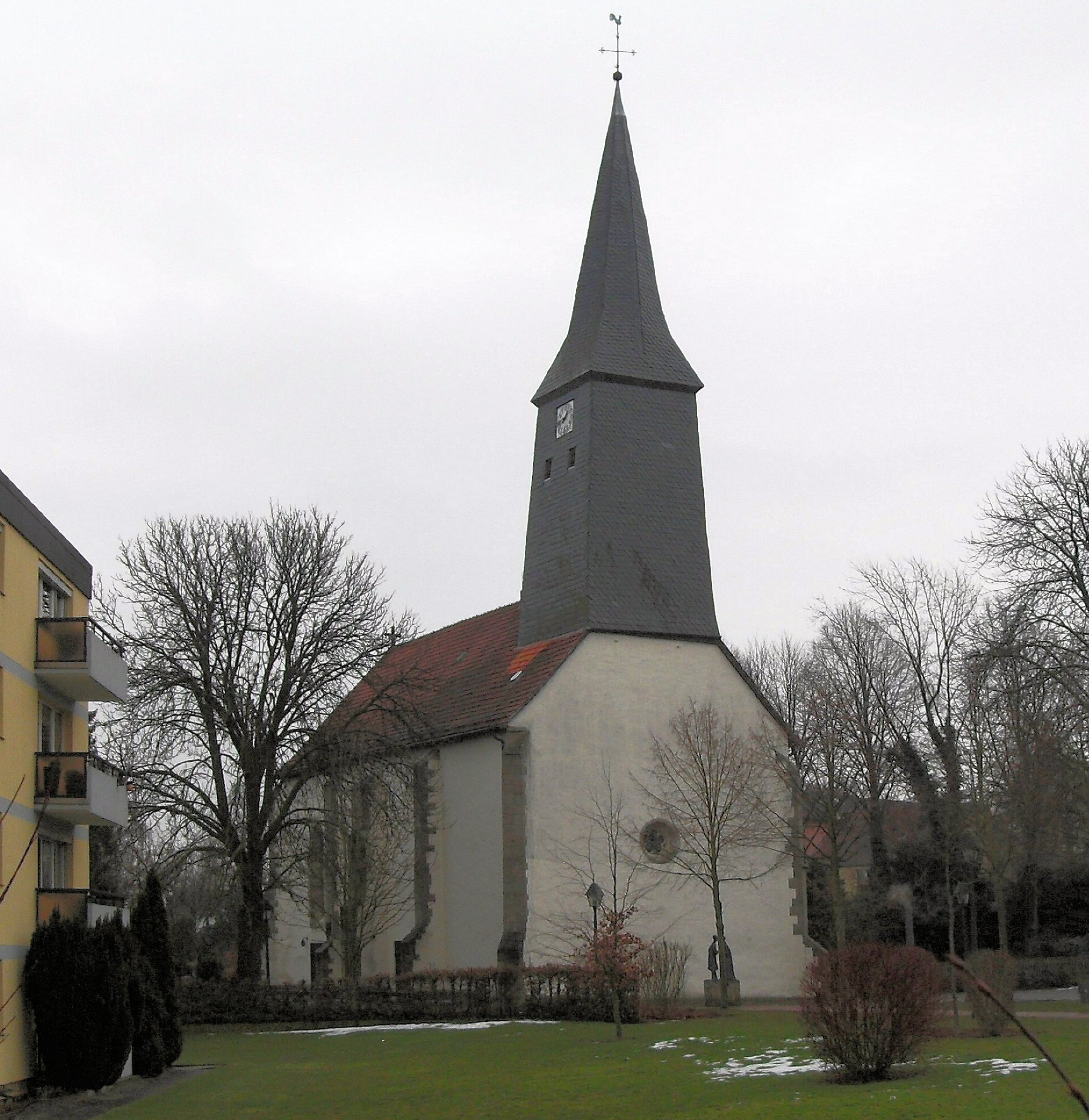
Westseite
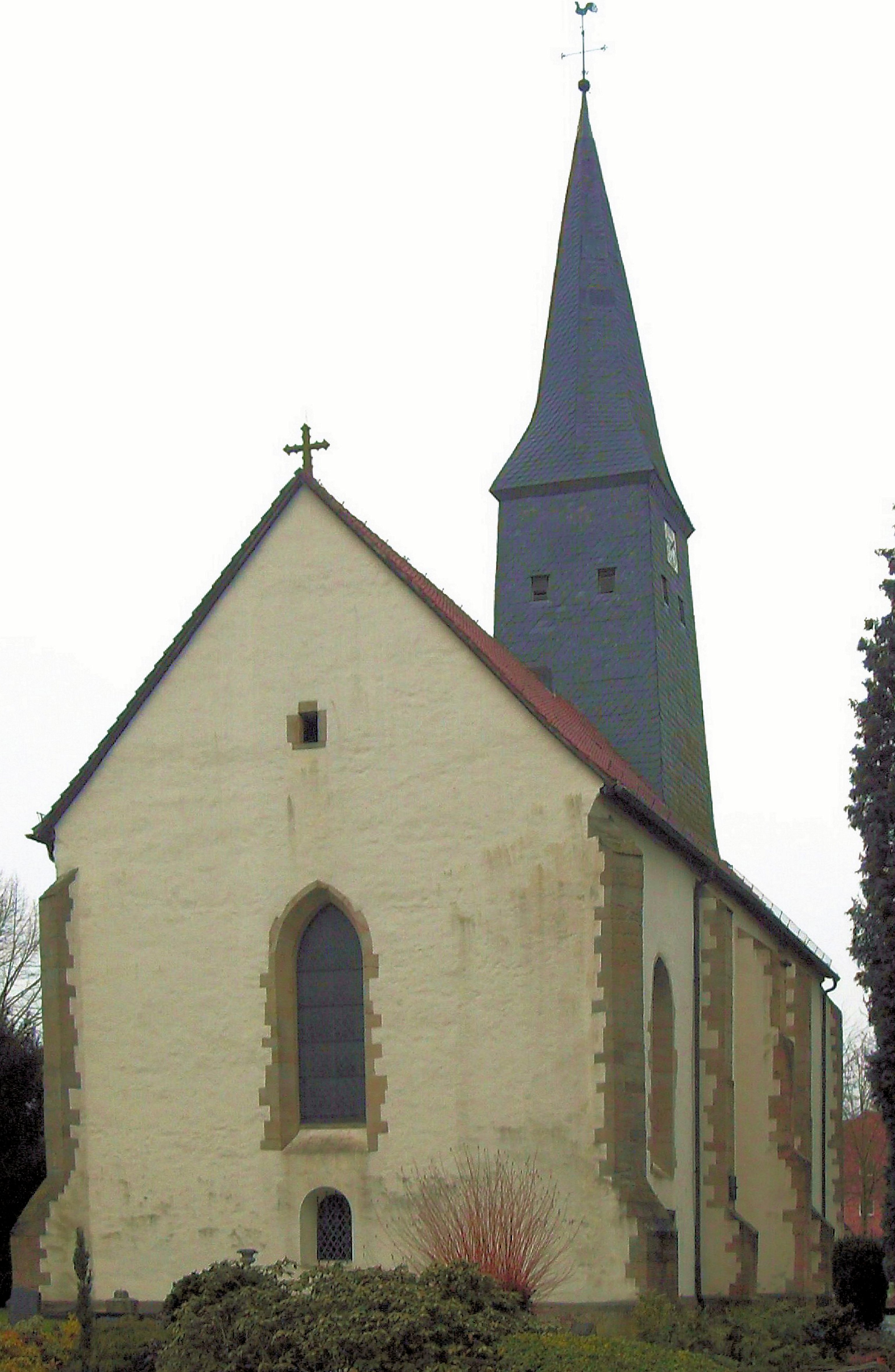
Ostseite

Die evangelische Kirche ist ein typisches Baudenkmal der Dorfgotik in der Region. Sie wurde zwischen 1312 und 1315 erbaut. Hauptmerkmale des Kirchenbaues sind
- Domikalgewölbe mit zwei seitlichen Nischen an der Westseite
- stilisierte Dornenkrone als Rundfenster
- frühgotischer Rechtecksaal mit Jugendstilfenstern in der Südwand
- barocker Orgelprospekt aus dem Jahr 1684
- flämischer Leuchter aus dem Jahr 1777.

Eine Besonderheit stellt der schiefe, nach Westen geneigte Turm dar, kurios ist der Abdruck einer Hand mit sechs Fingern in einem Pfeiler der Nordwand.

## Persönlichkeiten
Die Familie des späteren Bischofs der Evangelischen Kirche Hessen-Nassau, Pastor Martin Niemöller, stammt aus (dem heutigen Lotter Ortsteil) Wersen. Pastor Martin Niemöller lebte in der Zeit nach dem Ersten Weltkrieg in Wersen und wurde dort auch beigesetzt. Nachdem er zunächst eine sehr deutsch-kaisertreue Einstellung hatte, geriet er in der Zeit des Nationalsozialismus in den Widerstand und war dort aktiv in der „Bekennenden Kirche“.

### Söhne und Töchter des Ortes
- Rudolf Wulff (1786–1856), deutscher Kolon und Abgeordneter
- Heinrich Wessel (1904–1996), SS-Obersturmführer und Adjutant des Lagerkommandanten im KZ Sachsenhausen
- Christian Pauli, ehemaliger deutsch-österreichischer Profifußballspieler

## Wirtschaft und Infrastruktur

### Verkehr

#### Übersicht

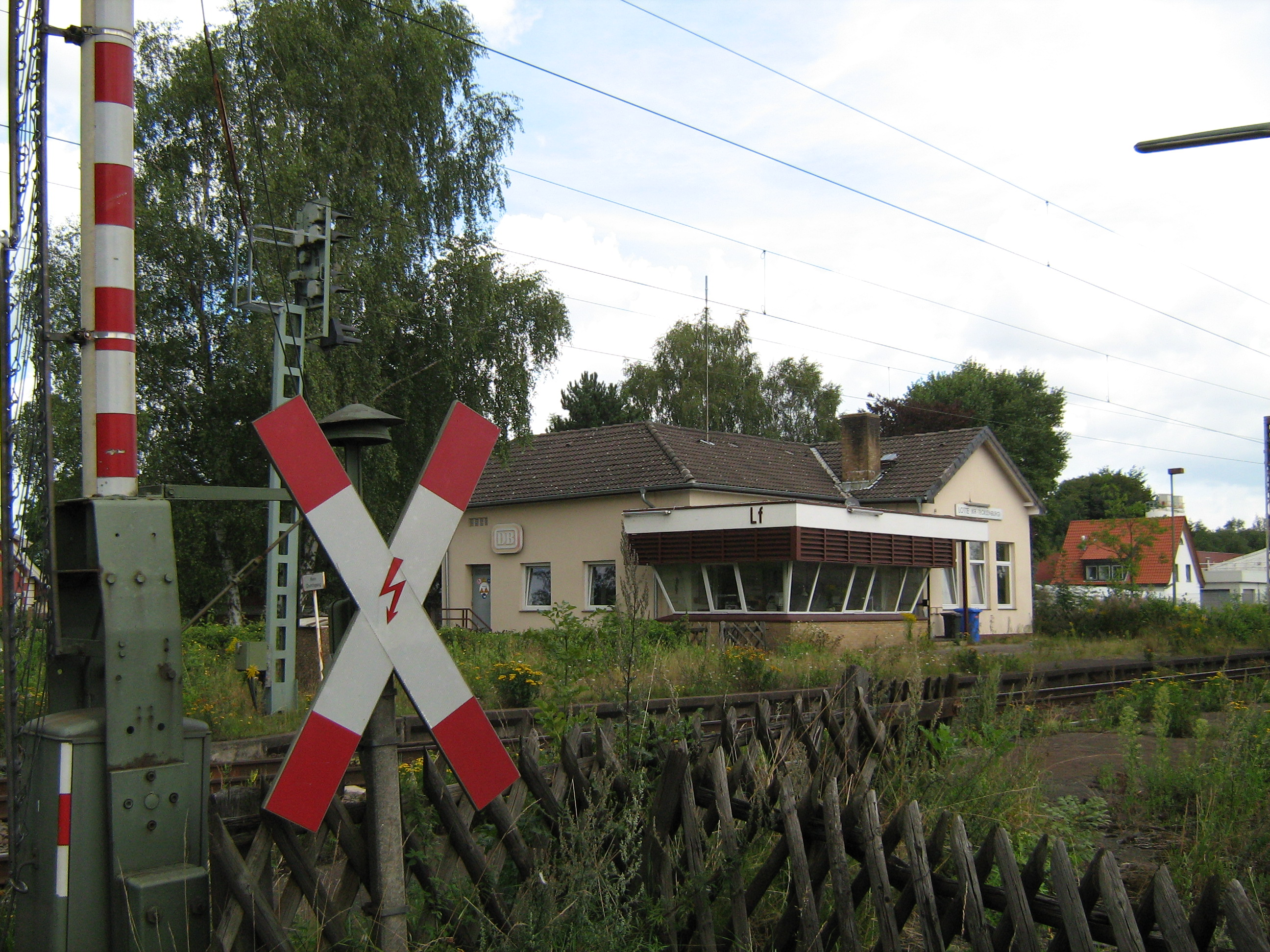
Bahnhof Lotte (Tecklenburg)

Die Gemeinde Lotte liegt verkehrsgünstig am Kreuzungspunkt der Autobahnen A 1 und A 30.
Die Bahnstrecke Löhne–Rheine (Hannover–Amsterdam) mit dem Betriebsbahnhof Lotte (Tecklenburg) durchquert die Gemeinde, die Züge dieser Strecke halten allerdings nicht auf dem Gemeindegebiet. Der einzige aktive Haltepunkt liegt im Ortsteil Halen an der Bahnstrecke Oldenburg–Osnabrück.
Die Bahnhöfe Wersen und Büren liegen an der stillgelegten sog. Tecklenburger Nordbahn, welche in den kommenden Jahren reaktiviert werden soll.
Der Flughafen Münster/Osnabrück befindet sich in etwa 25 Kilometer Entfernung und ist über die Autobahn gut zu erreichen.

#### Straßenverkehr
Das Autobahnkreuz Lotte/Osnabrück, an dem sich die Bundesautobahnen A 1 (Europastraße E 37) und A 30 (E 30) kreuzen, liegt auf Gemeindegrund. Es wurde 1968 eröffnet und bietet seitdem einen schnellen Anschluss an das bundesdeutsche und europäische Autobahnnetz.
Die Gemeinde Lotte ist über die nachfolgend aufgeführten Autobahnen und Anschlussstellen an das Fernstraßennetz angebunden:
- A 1 Bremen – Osnabrück – Münster (Anschlussstelle 71 Osnabrück-Hafen)
- A 30 Amsterdam – Osnabrück – Bad Oeynhausen (Anschlussstellen 13 Lotte und 15 Hasbergen-Gaste).

Außerdem verlaufen folgende Landesstraßen durch das Gemeindegebiet und stellen so die Verbindung zu den Nachbargemeinden her:
- L 501 Rheine – Ibbenbüren – Lotte – Osnabrück
- L 589 Lengerich – Tecklenburg-Leeden – Lotte
- L 597 Ladbergen – Tecklenburg – Lotte
- L 595 Hopsten – Recke – Westerkappeln – Lotte – Osnabrück

#### Öffentlicher Nahverkehr

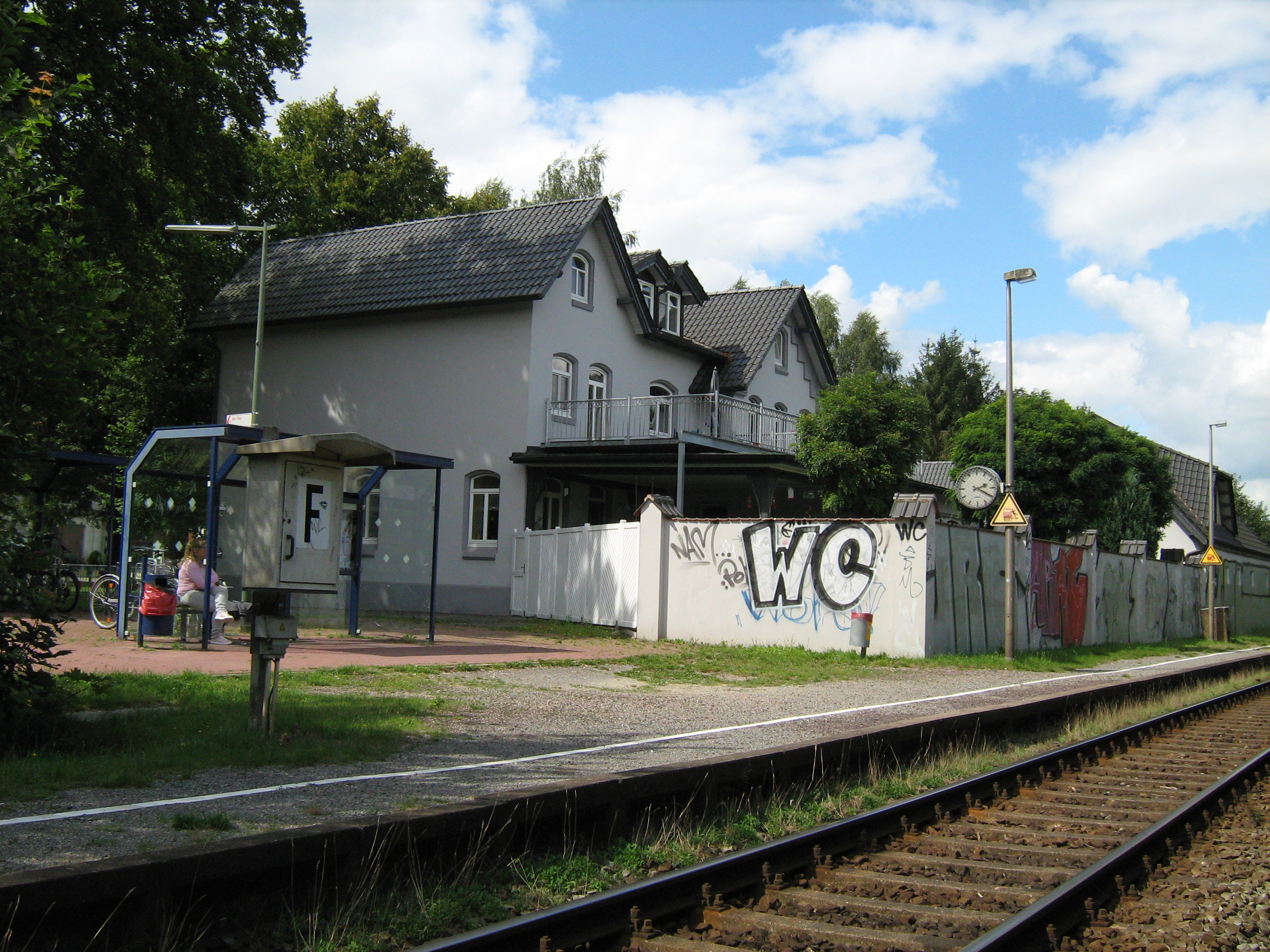
Haltepunkt Halen

In Lotte gibt es ein Nahverkehrsnetz, das vor allem auf Verbindungen in Richtung Osnabrück ausgelegt ist. Von 1949 bis 1968 gab es eine Anbindung an die Oberleitungsbusse der Stadtwerke Osnabrück, die aus Richtung Osnabrück (Rißmüllerplatz) nach Eversburg-Büren fuhren. Seit der Aufgabe des Oberleitungsbetriebs verkehrt hier eine Stadtbuslinie.
Das Gemeindegebiet wird zudem von drei Bahnstrecken durchquert. Der Betriebsbahnhof Lotte (Kr Tecklenburg) liegt an der Bahnstrecke Löhne–Rheine, wird aber von sämtlichen Züge ohne Halt passiert. Es gibt jedoch Überlegungen, den Bahnhof zu reaktivieren bzw. ihn an einen günstigeren Standort zu verlagern.
Im Ortsteil Wersen gab es ebenfalls einen Bahnhof an der Tecklenburger Nordbahn (Osnabrück – Recke – Rheine). Diese wird seit 1967 nicht mehr durch regelmäßig verkehrende Personenzüge, aber durch Museumszüge bedient. Im Rahmen einer geplanten Reaktivierung der Tecklenburger Nordbahn zwischen Recke und Osnabrück sollen auch in Wersen wieder planmäßig Regionalzüge halten.
Der einzige derzeit betriebene Haltepunkt befindet sich im Ortsteil Halen an der Bahnstrecke Oldenburg–Osnabrück. Dort hält im Stundentakt die RB 58 (Bahnstrecke Delmenhorst–Hesepe).

### Pendler
Lotte ist eine klassische Auspendlergemeinde, in der wesentlich mehr Personen aus- als einpendeln. Die Zahl der Auspendler betrug im Jahr 2015 6228 Personen, die der Einpendler 3534. Die wichtigsten Arbeitsorte der Lotter Bevölkerung sind Osnabrück, Westerkappeln und Ibbenbüren. Innerörtlich sind neben den Einpendlern auch 1421 Lotter Bürger im Ort beschäftigt, was eine Gesamtzahl von 4955 Sozialversicherungsbeschäftigten ergibt.
Auspendler
| Arbeitsort        | 2013 | 2014 | 2015 |
| ----------------- | ---- | ---- | ---- |
| Osnabrück         | 3167 | 3193 | 3122 |
| Westerkappeln     | 276  | 346  | 405  |
| Ibbenbüren        | 234  | 244  | 247  |
| Wallenhorst       | 195  | 198  | 218  |
| Georgsmarienhütte | 204  | 209  | 211  |
| Hasbergen         | 183  | 190  | 183  |
| Bramsche          | 132  | 139  | 135  |
| Münster           | 112  | 112  | 111  |
| Tecklenburg       | 104  | 102  | 99   |
| Mettingen         | 99   | 96   | 95   |

Einpendler
| Wohnort           | 2013  | 2014  | 2015  |
| ----------------- | ----- | ----- | ----- |
| Osnabrück         | 836   | 864   | 904   |
| Westerkappeln     | 411   | 409   | 404   |
| Ibbenbüren        | 285   | 273   | 276   |
| Wallenhorst       | 169   | 173   | 171   |
| Mettingen         | 157   | 143   | 155   |
| Bramsche          | 127   | 123   | 127   |
| Georgsmarienhütte | 96    | 115   | 112   |
| Hasbergen         | 81    | 89    | 89    |
| Recke             | 88    | 85    | 84    |
| Tecklenburg       | k. A. | 61    | 61    |
| Lengerich         | 65    | k. A. | k. A. |

### Ansässige Unternehmen

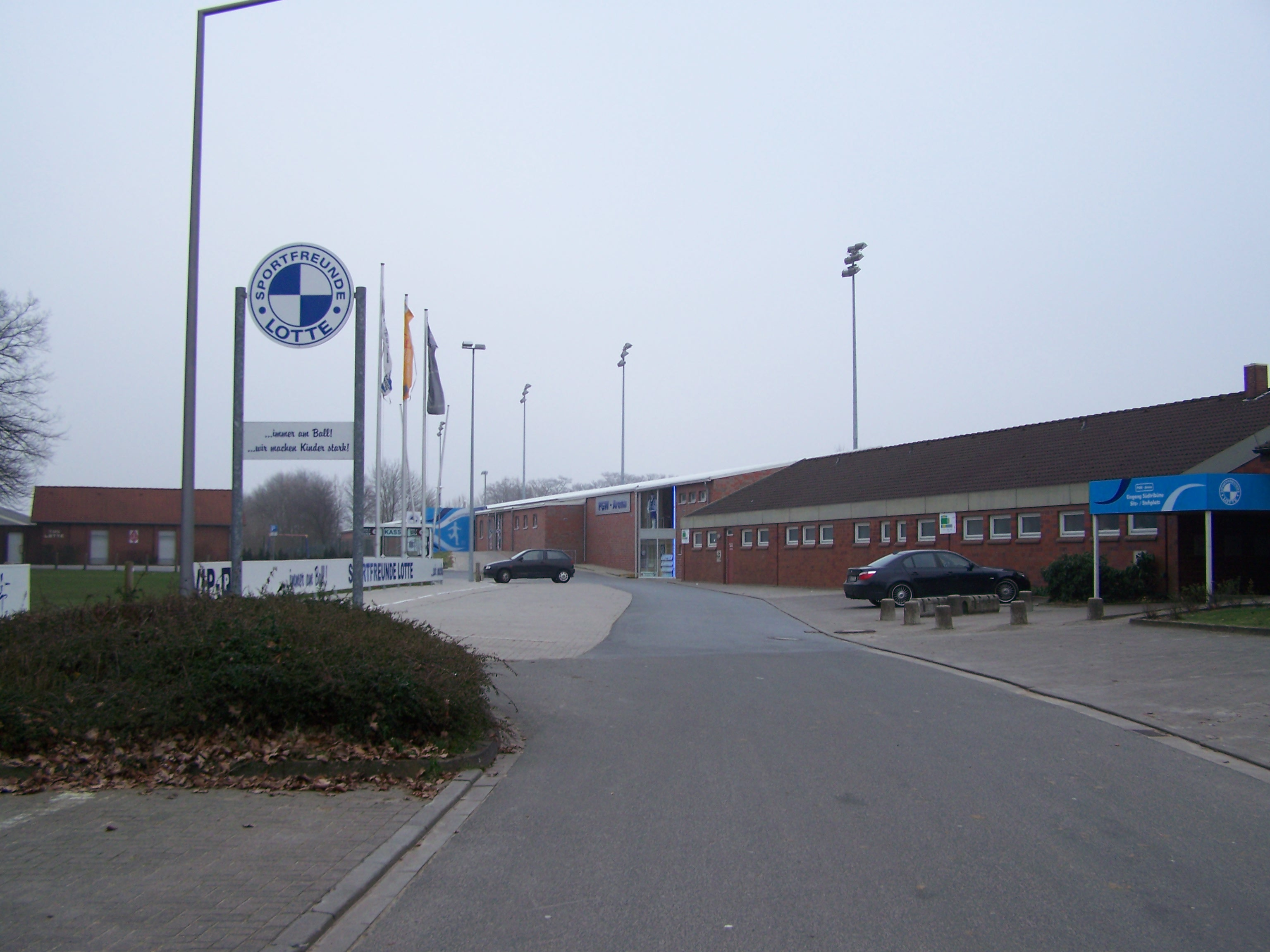
Stadion am Lotter Kreuz

Wichtige Firmen sind zum Beispiel Elster Kromschröder, Vedes-Spielwaren und Lekkerland mit ihrem Profitcenter. Weiter befindet sich die Firmenzentrale des Werkzeug- und Anlagenbauers FRIMO in Alt-Lotte. Des Weiteren hat das Familienunternehmen Wulff GmbH u. Co. KG, Großhändler für Autolacke, Schiffslacke und Baufarben sowie Hersteller von Klebstoffen und Spachtelmassen, seit über 120 Jahren seinen Stammsitz am Bahnhof Lotte.

### Bildung
In der Gemeinde Lotte ist eine flächendeckende Grundversorgung mit Ärzten, Zahnärzten, Einkaufsstellen, Ver- und Entsorgungsbetrieben, Schulen, Kindergärten, Büchereien, Sportanlagen etc. sichergestellt. Es gibt neun Kindergärten in den Ortsteilen der Gemeinde Lotte. Die drei Grundschulen in den Ortsteilen Büren, Wersen und Alt-Lotte bieten offene Ganztagsbetreuung. Im Ortsteil Wersen befindet sich ein Standort der 2014/15 gegründeten fünfzügigen Gesamtschule Lotte-Westerkappeln mit gebundenem Ganztagsbetrieb. Seit dem Schuljahr 2020/21 sind hier die Jahrgänge 8 bis 10 untergebracht. Die Gesamtschule hat die ehemalige Hauptschule in Wersen und die ehemalige Realschule in Westerkappeln abgelöst. Die dreizügige Oberstufe befindet sich ebenso wie die Jahrgänge 5 bis 7 am 3,5 km entfernten Standort Westerkappeln.
Ebenso befindet sich in Wersen die private Schule Krüger (Internat) mit Berufskolleg für Wirtschaft und Verwaltung. Sonstige weiterführende Schulen sind in den Nachbarkommunen Westerkappeln, Mettingen, Tecklenburg und Osnabrück vorhanden.
Für die ältere Generation stehen zahlreiche Begegnungsstätten, eine Service-Wohnanlage für betreutes Wohnen sowie das Seniorenwohnheim „Zwei Eichen“ zur Verfügung. Jugendzentren in Alt-Lotte und Wersen bieten umfangreiche Angebote in der offenen Jugendarbeit. Die Gemeindebücherei ist auf drei Örtlichkeiten in Wersen, Lotte und Büren verteilt.